# Koji Seki
Koji Seki (født 26. juni 1972) er en tidligere japansk fodboldspiller.
Han har spillet for flere forskellige klubber i sin karriere, herunder Verdy Kawasaki, Bellmare Hiratsuka og Consadole Sapporo.